# Les Quinze Joies de mariage
Les Quinze Joies de mariage est un texte satirique français en prose publié anonymement au milieu du XVe siècle, qui présente un tableau des querelles et tromperies conjugales : la satire misogyne voisine avec une analyse de l'aveuglement des époux placés dans des situations quotidiennes et concrètes.

## Attribution auctoriale
Les différentes publications des Joyes aux XVe et XVIe siècles sont anonymes. Un huitain de vers octosyllabiques placé à la fin d'un manuscrit de la bibliothèque de Rouen daté de 1464 livre le nom de l'auteur à travers une charade énigmatique. Plusieurs noms ont été proposés : le plus souvent Antoine de La Sale, mais aussi Jean Wauquelin, Gilles de Bellemère, Abel Lemonde de Mers, Simon de Hesdin…. 
Une édition critique du texte par François Tulou en 2010 (simple réédition de 1936 non actualisée) a pourtant intégré le nom d'Antoine de La Sale en couverture. Des éléments (la satire bouffonne, la guerre des sexes) rapprocheraient les Quinze Joyes de mariage et la contribution de la Sale aux Cent Nouvelles Nouvelles, alors que La Sale n'en est ni l'auteur ni un contributeur - même si effectivement La Cinquantiesme Nouvelle par monseigneur de La Salle, premier maître d'hôtel de monseigneur le Duc porte son nom.
Un article de Stéphanie Benson, Nelly Labère et Gilles Mangard propose que l'auteur serait Alain Taillecoul (vers 1350-1396), seigneur de Lauresse, dans la Sarthe.

## Une prose entre satire et narration
L’auteur parodie un texte de dévotion populaire, les Quinze Joies de la Vierge, et énumère en quinze tableaux les « joies », c’est-à-dire les affreux malheurs de l’homme pris dans la « nasse » du mariage, présenté comme la source de tous les maux domestiques, érotiques et autres, et surtout comme l'origine du malheur suprême de tout être humain : la perte de la liberté. Le ton est nettement misogyne  et anti-féministe et s’inscrit dans une tradition médiévale qui remonte à saint Jérôme (notamment son Adversus Jovinianum) où les machinations et ruses féminines font le malheur de l’homme ; mais le mari est présenté  comme un balourd sans imagination, « métamorphosé en âne sans qu'il soit besoin d'aucun enchantement », aussi coupable que son épouse, et qui a bien cherché son malheur : « Dieu n'a donné froid qu'à ceux qu'il sait assez chaudement emmitouflés pour pouvoir le supporter. » 
Le texte offre un tableau vivant et enjoué des pièges de la conjugalité, sans désir de corriger les mœurs, mais en jetant un regard ironique, toujours amusé. L’intérêt du texte tient en particulier  à ce que chacun des quinze tableaux, mi-narratifs mi-satiriques, dans une langue proche de la langue parlée, est en soi une petite nouvelle avec de nombreux dialogues vifs et réalistes. L'aiguillage de la vérité générale vers la scène fictive est opéré par des adverbes comme le fréquent « à l'aventure » (par hasard en moyen français), qui signalent un changement de régime discursif au début de chaque tableau.

## Éléments bibliographiques
Le texte date d’après 1382 : il mentionne en effet la bataille de Roosebeke ; il est antérieur au milieu du XVe siècle car il est cité dans les Cent Nouvelles Nouvelles. La date de première publication pourrait être 1430. Le livre a du succès : il est édité quatre fois en quarante ans.
Il nous est transmis par quatre manuscrits et fait l’objet de deux éditions incunables à la fin du XVe siècle, puis d’une traduction anglaise en 1509, une édition en 1595 ; il sera constamment réédité depuis. Il a notamment fait aux XIXe et XXe siècles l’objet d'éditions bibliophiliques illustrées : 
- Les Quinze Joies du mariage, Paris, Techener, 1837 : réédition en caractères gothiques tirée à 126 exemplaires de l'édition de Trepperel, avec reproductions des vignettes gravées sur bois du XVe siècle et fac similé de manuscrit.
- Les Quinze Joies du mariage, Paris, Kieffer, 1932 : illustré par Jacques Touchet.
- Les Quinze Joies du mariage, Paris, Union latine d’édition, 1937 : commentaire et traduction de Raoul Mortier, illustré par Marcel Jeanjean.
- Les Quinze Joies de mariage, Paris, Éditions Terres Latines, 1946 : illustré par Jean Traynier.
- Les Quinze Joies de mariage, Paris, Éditions du Rameau d'Or, non daté (1946), 162pp, illustrations par Henry Lemarié, coloriées à la main Par Beaufumé.
- Les Quinze Joyes de mariage, Monaco, Éditions Art et Création, Ier Mars (1955), 211pp, illustrations par Jean Gradassi, coloriées à la main Par Edmond Vairel, Tirage de 830 exemplaires sur divers papiers.
- Les Quinze Joies du mariage, s.l., Aux dépens d’un bibliophile et de ses amis, 1947 : tirage de 150 exemplaires sur grand vélin de Lana, illustré d’eaux-fortes érotiques non signées.